# 樽前山神社
樽前山神社（たるまえざんじんじゃ）は、北海道苫小牧市にある神社である。旧社格は県社。

## 祭神
大山津見神（おおやまつみのかみ）
山を司る神。
久久能智神（くくのちのかみ）
木々を司る神。
鹿屋野比賣神（かやのひめのかみ）
原野を司る神。

## 歴史
『樽前山神社御由緒略記』によると、当社の前身となる神祠は江戸時代から樽前山山麓にて祀られており、手水鉢に残る「元治二年」（1865年）の年号をその証として挙げている。しかし『苫小牧市史』では、1921年（大正10年）に起きた「鯉のぼり大火」によって証拠文書がすべて焼失しているため、件の手水鉢が樽前山山麓から移されたとする根拠がないと指摘されている。
『苫小牧町史』には出典が不明ながらも、1874年（明治7年）7月12日に樽前山神社を苫細駅西側に建立する旨の願出があり、許可を得たとの記載がある。
1875年（明治8年）5月、内務省通達により郷社として定められる。『樽前山神社御由緒略記』ではこのとき、千歳・白老（しらおい）・勇払（ゆうふつ）三郡の総鎮守となったとしているが、『苫小牧市史』によると千歳郡と白老郡の郷社はそれぞれの稲荷神社であり、樽前山神社が「三郡総鎮守」というのは誤りとしている。いずれにせよ、前述の大火で資料が失われているため、樽前山神社の由緒については不明点が多い。
1921年（大正10年）の大火後、矢代町の社地に移転して、再造営を行う。1923年（大正12年）11月、正遷宮式を挙行。
1936年（昭和11年）、県社に昇格した。
1975年（昭和50年）に鎮座100年を迎え、その記念事業として高丘への移転計画が立てられる。
1986年（昭和61年）、神社本庁の別表神社に加列された。
1991年（平成3年）3月15日に高丘で地鎮祭が行われて本格的な工事が始まり、同年10月8日には本殿の上棟式が行われた。そして1992年（平成4年）7月14日、樽前山神社遷座奉祝大祭が挙行され、矢代町の旧社殿から高丘の新社殿へと神体が移された。

## 施設
天満宮
菅原道真を祀る境内社。
稲荷大明神
宇迦之御魂神を祀る境内社。
聖徳神社
聖徳太子を祀る境内社。
1927年（昭和2年）10月1日、幸町に建てられた太子堂を始まりとする。
1996年（平成8年）9月、高丘の樽前山神社敷地内に移転した。
奥宮
樽前山山頂にある。

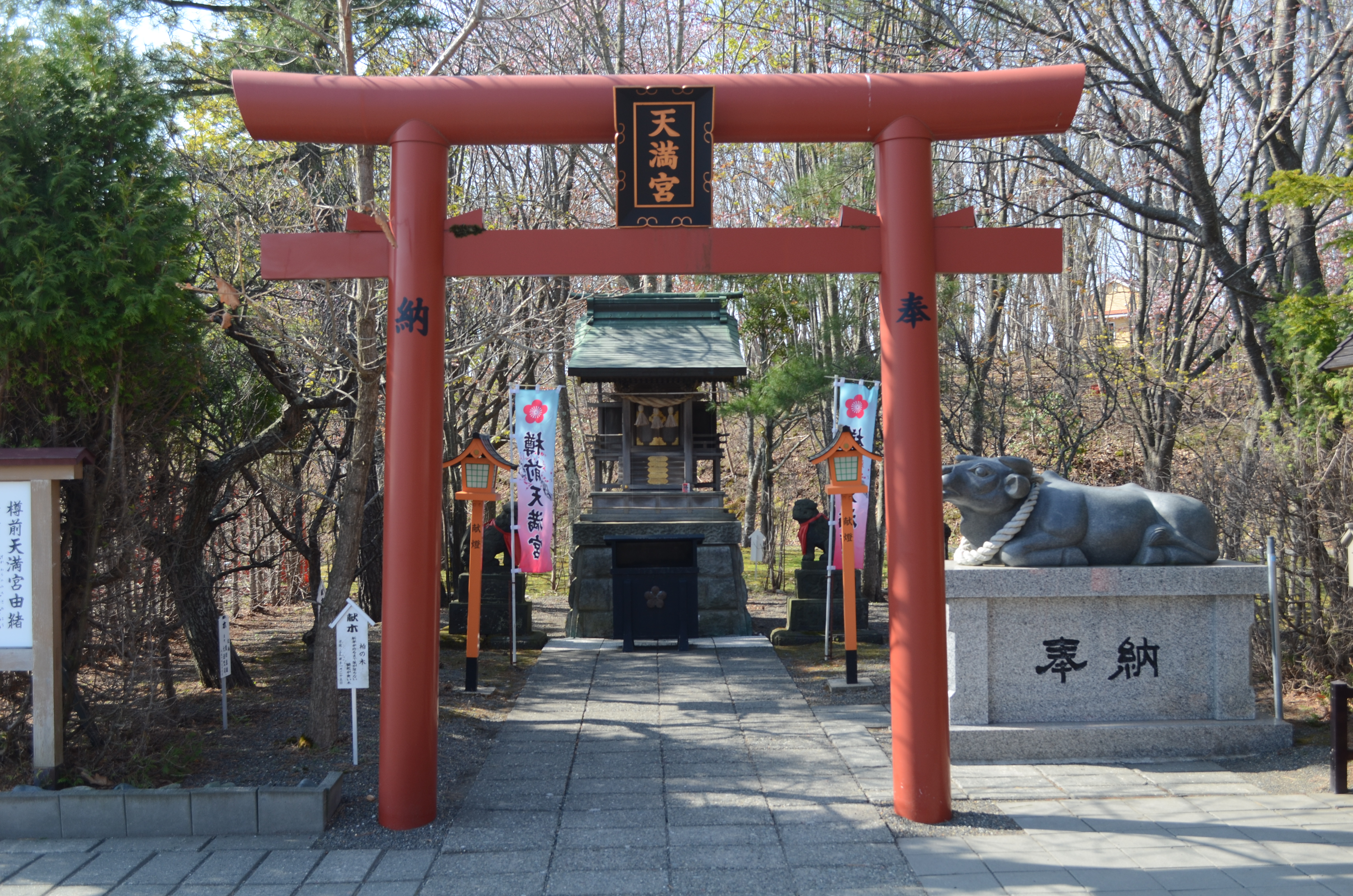
天満宮
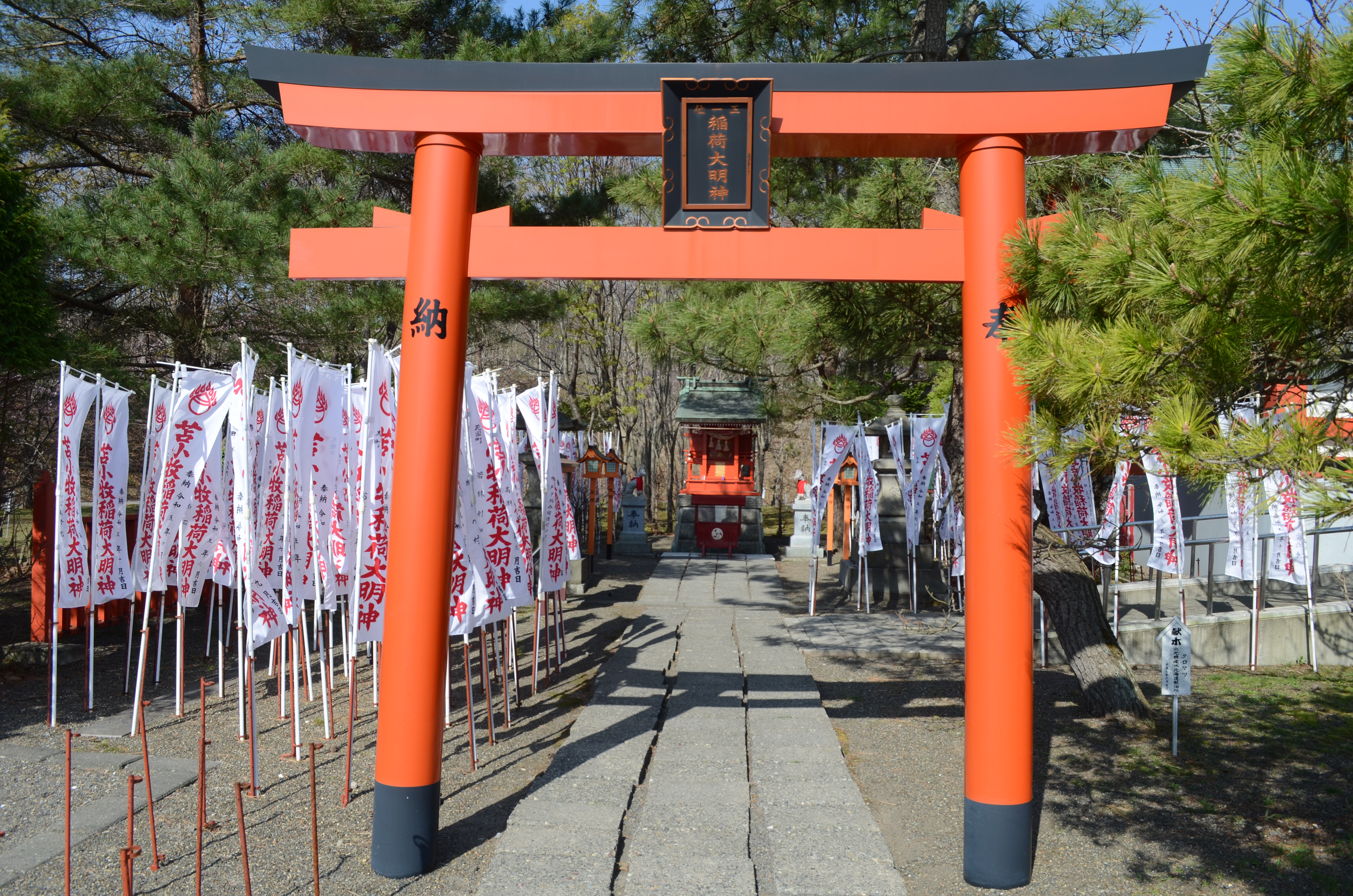
稲荷大明神
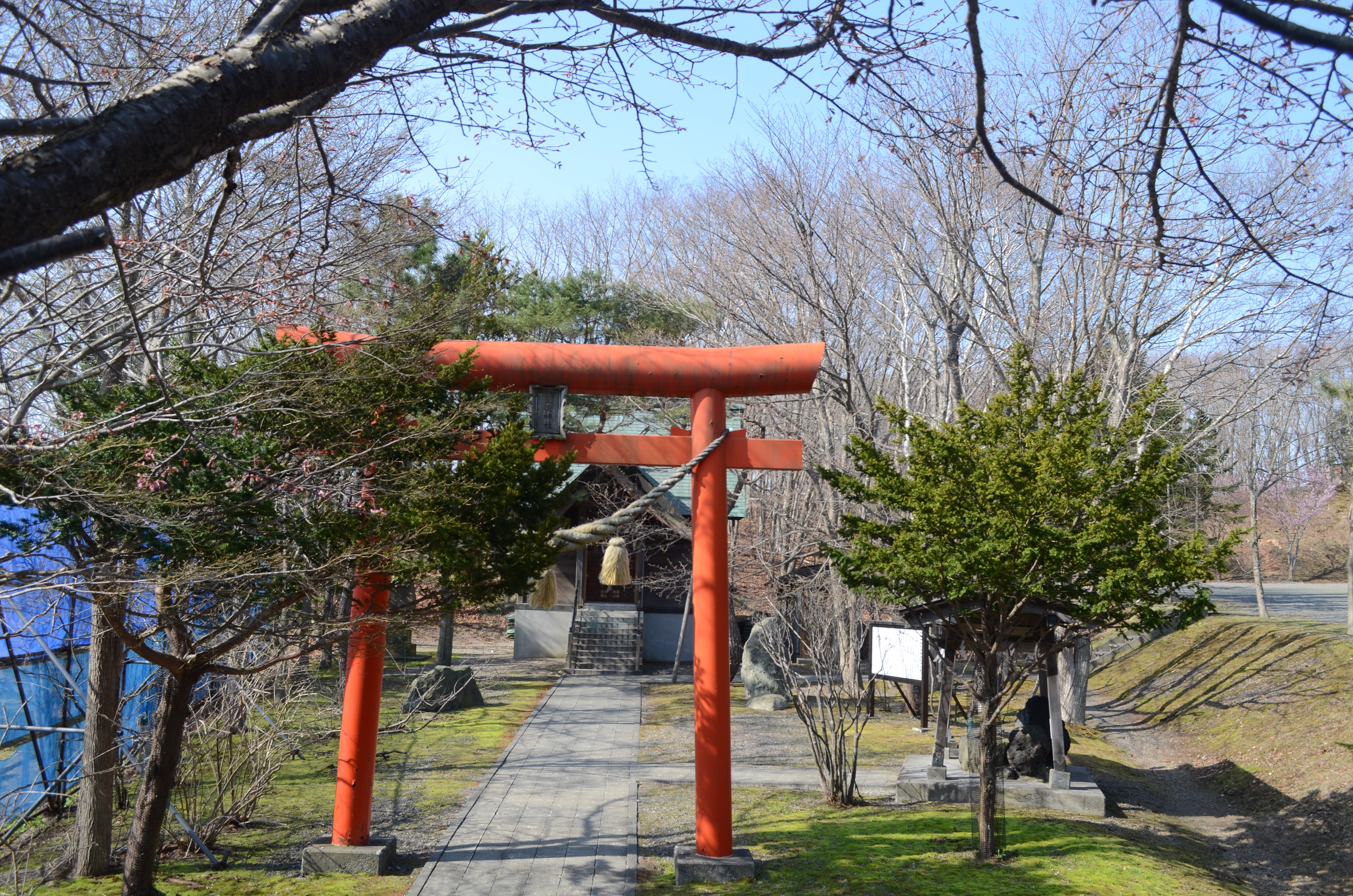
聖徳神社
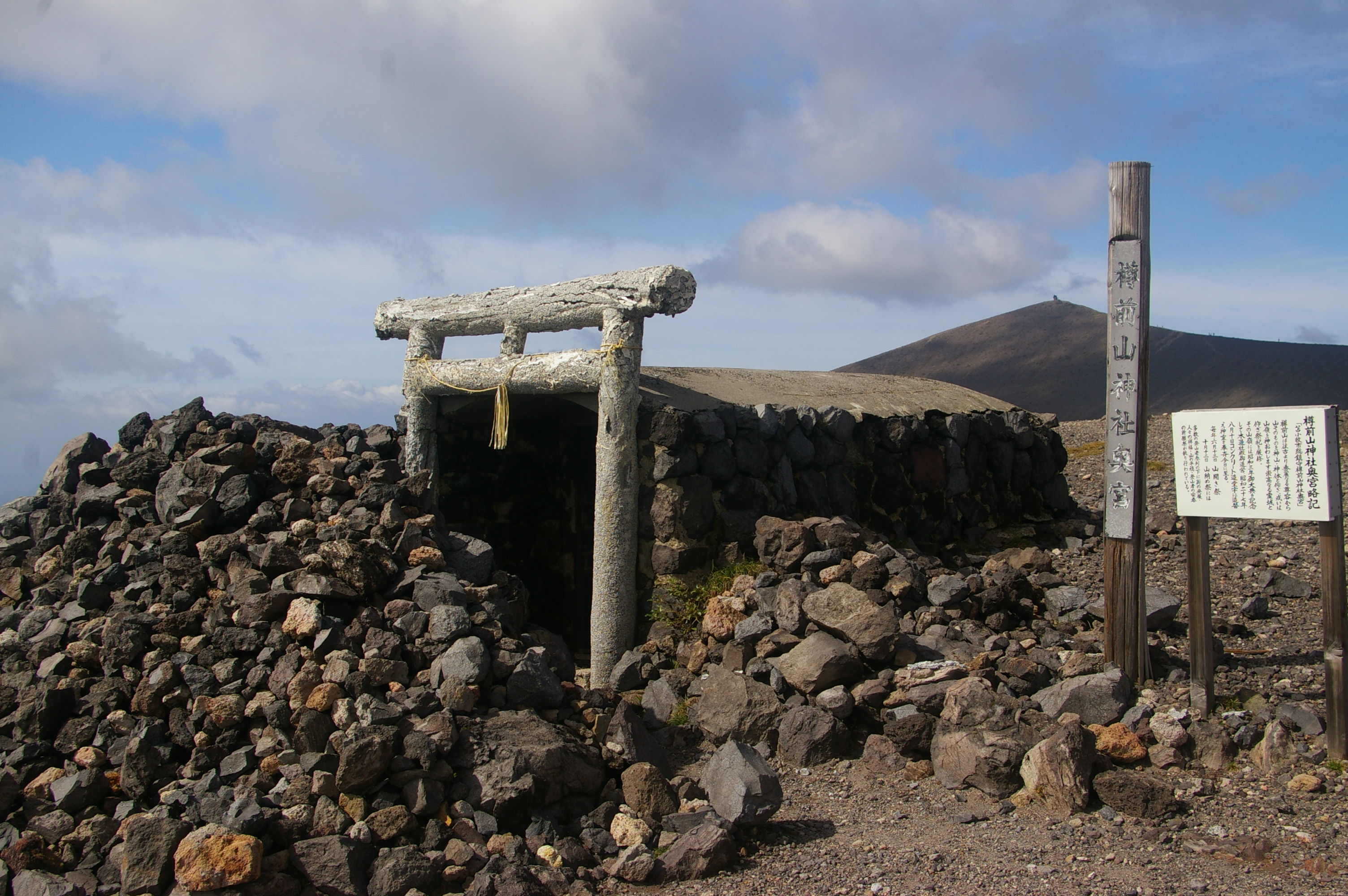
奥宮